# Torre del reloj (Casablanca)
La Torre del Reloj de Casablanca (en árabe: برج الساعة بالدار البيضاء‎, en francés: Tour de l'horloge de Casablanca) es una torre de reloj de Casablanca, Marruecos. Ubicada en la Plaza de las Naciones Unidas, la torre es una reproducción de 1993 de una de las estructuras construidas  por los franceses más antiguas de la ciudad. La torre original fue construida entre 1908 y 1910 por el comandante francés Charles Martial Joseph Dessigny, como una copia idéntica de la que había construido en Aïn Séfra.
Fue demolida en mayo de 1948. La torre actual es una copia casi idéntica reconstruida en 1993.

## Historia
El comandante del ejército francés Charles Martial Joseph Dessigny, entonces jefe del departamento francés de instalaciones públicas en la recientemente bombardeada y ocupada Casablanca, ordenó la construcción de la torre. Se completó entre 1908 y 1910, antes del Tratado de Fez de 1912, que estableció oficialmente el Protectorado francés. Esta torre fue una de las primeras edificios construidos por los colonos franceses en Casablanca y en Marruecos. Alcanzó una altura de 30 metros, al igual que otro que fue construido bajo el mando de Dessigny en Aïn Séfra en las montañas del Atlas argelino cuando estaba destinado allí.
La torre del reloj tenía un gran significado simbólico, ya que era un símbolo del poder francés y el inicio de un nuevo orden.
La torre original fue demolida en 1948 debido a su precario estado. Luego fue reconstruido cerca de la ubicación original en 1993, con el mismo diseño.

## Descripción
La torre imita la forma de un minarete y, como la mayoría de los minaretes marroquíes, la torre tiene una base cuadrada. La torre cuenta con 4 esferas de reloj mecánicas redondas, una a cada lado de la torre. Los números de estas esferas de reloj están en números romanos .

La torre del reloj original en una foto tomada entre 1930 y 1931